# Инцидент у чинары

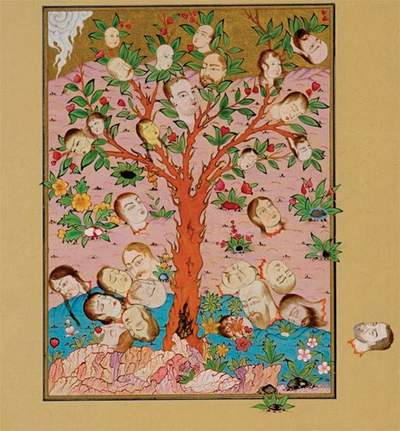

Инцидент у чинары или Инцидент под чинарой (тур. Çınar Vakası), также Инцидент Ваквак (тур. Vaka-i Vakvakiye) — восстание в Османской империи, произошедшее в 1656 году. Названо в честь мифического дерева, на котором росли люди, как аллюзия на повешенных после восстания на деревьях мятежников.

## История
С начала XVII века Османская империя вступила в довольно сложный в административном отношении период. Проблемы, появившиеся в правление Мурада IV, усугубились после восшествия на престол малолетнего султана Мехмеда IV, когда в государственном управлении стали доминировать матери султанов, а дворцовые аги стали получать слишком большое влияние во дворце. К середине века соперничество и раздор между чиновниками достигли апогея. Всё это вело к тому, что продолжавшаяся Критская экспедиция была близка к провалу. Кроме того, финансовое положение империи оставляло желать лучшего из-за девальвации: государство не могло уплатить вовремя улуфе (ежеквартальная выплата капыкулу, аджеми огланы и некоторым дворцовым и государственным чиновникам) и было вынуждено выдать воинам зююф, состоявший из мелких медных монет, из-за чего в войсках возникло недовольство, а между армией и торговцами стали возникать разногласия.
В этих обстоятельствах военные, вернувшиеся с Критской войны и не получившие полностью положенных выплат, подстрекаемые опальными чиновниками отправились в Агакапы, чтобы потребовать причитающееся у главного казначея Маноглу Мир Хюсейн-бея. Однако офицер янычар Осман-ага не пустил недовольных во дворец, и те отправились в казармы, чтобы привлечь в свои ряды янычар, которых также не устраивала ситуация. Тем временем, недовольство зрело и среди сипахов: 2 марта 1656 года в пятницу сипахи прибыли на площадь Этмейданы у янычарских казарм и объединились с янычарами. Во главе бунта встали сипахи Мехтер Хасан-ага, Хезарпаре Ахмед-паша, уволенный с государственной службы, Шамлы Мехмед-ага и Каракаш Мехмед, изгнанный из Галатского воеводства. Они отправили во дворец послание, в котором потребовали созыва «пешего» совета дивана на следующий день. Дворец отреагировал отказом и заменой некоторых начальников наиболее ненадёжных подразделений, однако бунтовщики продолжали настаивать.

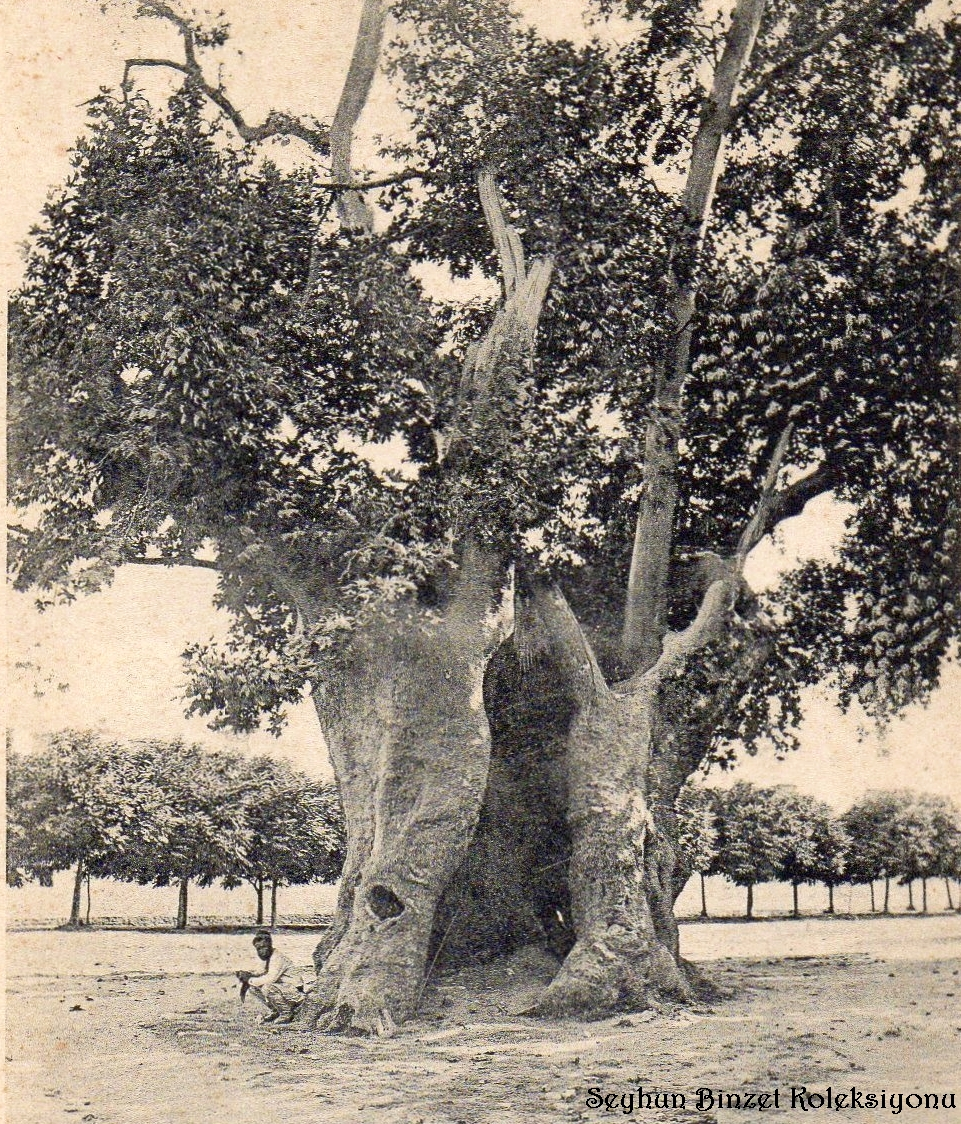
Чинара, у которой произошёл инцидент. Фотография из коллекции Шейхуна Бинзета, 1901 год

4 марта в воскресенье бунтовщики перебрались с Этмейданы на Ат-Мейданы, где убили Кара Абдуллу-агу, одного из людей шейх-уль-ислама Хусамзаде Абдуррахмана-эфенди, посланного к бунтовщикам в качестве посредника для переговоров. После этого султана снова вызвали на совет дивана. Мехмед IV в сопровождении визирей, учёных, пехотинцев и сипахов прибыл в павильон Алай в Согукчешме на пеший совет. Мехтер Хасан сообщил султану о жалобах, рассказав об ущербе и потерях, полученных от венецианцев на Крите, о малом количестве денег, выдаваемом солдатам, задержках в выплате улуфа, коррупции ага и их помощников. В конце концов, бунтовщики назвали имена около тридцати ага Эндеруна и Бируна, виновных во всех этих бедах, и потребовали их казни. Великий визирь Зурназен Мустафа-паша предложил более мягкое наказание в виде лишения имущества и высылки этих людей из столицы, однако бунтовщики выступили против этого и, более того, потребовали казнить и великого визиря. В конечном итоге, в этот день были казнены глава султанской канцелярии, возглавлявший также чёрных евнухов Бехрам-ага, глава дворцовой стражи босниец Чалык Ахмед-ага и глава городской стражи (бостанджибаши) Ибрагим-ага, тела которых были вывезены из дворца и переданы повстанцам. В последующие дни было арестовано и убито около тридцати государственных деятелей, чьи трупы повстанцы повесили на чинаре на площади Султанахмет; благодаря действиям повстанцев восстание получило название по названию чинары, поскольку дерево с трупами на нём напоминало мифическое дерево, на котором росли «человеческие плоды».
Все требования бунтовщиков были удовлетворены: были проведены изменения в султанской канцелярии, канцелярии великого визиря и других ведомствах, а 8 марта во время приветствия сипахам были розданы улуфе в серебряных курушах. Повстанцы разошлись с условием, что те, кого они хотели казнить, но ещё не были казнены к этому моменту, будут убиты в будущем. Таким образом, восстание закончилось.